# Docomo SMART series
docomo SMART series（ドコモ スマート シリーズ）は、2008年11月に発表された株式会社NTTドコモのFOMA式携帯電話型番のコンセプトのひとつで、上質感のあるデザイン及びビジネスツールとして役立つ機能を主とした携帯電話のシリーズのことである。
同時期に発表されたコンセプトには、他にdocomo PRIME series、docomo STYLE series、docomo PRO seriesがある。

## 概要
これまでのNTTドコモでは、ソフトバンクモバイルが2006年から導入してきた705SCなどの薄型端末に対抗し、2007年春モデルからP703iμとN703iμといった、端末型番末尾に「iμ（アイ ミュー）」をつけた薄型端末を導入してきた。2008年冬モデルからの新シリーズ化により、主に従来の「iμ」シリーズを引き継いだものとして、このシリーズが登場した。
シリーズ発表時に4機種発売され、以降は1シーズンに2種類ずつ新機種が発表されていた。晩年は機能面やデザイン面においてSTYLEやPRIMEと重複する機種も多く、2011年夏モデルを最後に廃止された。
また、日本における「スマート」という言葉から「薄型・軽量」というコンセプトに対するイメージはあるが、あくまでも「ビジネスツールとして役立つ機能」の一部として「薄型・軽量」があげられており、決して「薄型・軽量」を第一に追求したシリーズという訳ではない。
さらに、SMARTと書かれているが、当シリーズにスマートフォンの機種はなく、スマートフォンのラインナップがあるのは「PRO」と「ドコモ スマートフォン」のみである。
コンセプトカラーはスマートパープル。メディア広告（テレビCM等）でのキャラクターは、堤真一が起用されていた（2010年4月まで）。
2011年夏モデルを最後に「docomo SMART series」の廃止を発表。2011年冬モデル以降、従来の「SMART」に相当する端末は「STYLE」で発売される。

## 機種
| 機種                    | 個別ブランド                            | 発売日                | メーカ                                                      | 備考                        |
| 2008年-2009年冬モデル   | 2008年-2009年冬モデル                   | 2008年-2009年冬モデル | 2008年-2009年冬モデル                                       | 2008年-2009年冬モデル       |
| ----------------------- | --------------------------------------- | --------------------- | ----------------------------------------------------------- | --------------------------- |
| N-04A                   | NEW amadana ケータイ                    | 2009年1月24日         | 日本電気                                                    |                             |
| F-04A                   | スリムワンセグケータイ                  | 2009年2月6日          | 富士通                                                      | 防水                        |
| P-04A                   | Extreme Slimワンセグケータイ            | 2009年2月10日         | パナソニックモバイル コミュニケーションズ                   |                             |
| P-05A                   | カメラレスExtreme Slim ワンセグケータイ | 2009年2月27日         | パナソニックモバイル コミュニケーションズ                   | P-04Aのカメラなしバージョン |
| 2009年夏モデル          |                                         |                       |                                                             |                             |
| N-09A                   | エグゼクティブスリムケータイ            | 2009年6月18日         | 日本電気                                                    |                             |
| P-09A                   | スマートケータイ                        | 2009年6月19日         | パナソニックモバイル コミュニケーションズ                   |                             |
| 2009年冬-2010年春モデル |                                         |                       |                                                             |                             |
| F-03B                   | スリム防水ケータイ                      | 2009年12月4日         | 富士通                                                      | 防水                        |
| P-03B                   | スリムケータイ                          | 2010年2月18日         | パナソニックモバイル コミュニケーションズ                   | HSUPA(2Mbps)対応            |
| 2010年夏モデル          |                                         |                       |                                                             |                             |
| N-07B                   | amadanaケータイ                         | 2010年6月17日         | NECカシオ モバイル コミュニケーションズ （NECブランド）     | HSUPA対応                   |
| SH-09B                  | 知的スリムケータイ                      | 2010年7月28日         | シャープ                                                    |                             |
| 2010年冬-2011年春モデル |                                         |                       |                                                             |                             |
| P-01C                   | 10.4mmスリムケータイ                    | 2010年11月17日        | パナソニックモバイル コミュニケーションズ                   | HSUPA対応                   |
| F-03C                   | ツインスタイル×上質スリム防水           | 2010年11月27日        | 富士通東芝 モバイル コミュニケーションズ （富士通ブランド） | HSUPA対応                   |
| 2011年夏モデル          |                                         |                       |                                                             |                             |
| N-05C                   | 高感度「瞬撮」カメラ×防水スライド       | 2011年6月25日         | NECカシオ モバイル コミュニケーションズ （NECブランド）     | 無線LAN、HSUPA対応          |
| F-11C                   | メタルエッジ×艶・スリム防水             | 2011年6月30日         | 富士通東芝モバイル コミュニケーションズ （富士通ブランド）  |                             |